# Station Aiseau
Station Aiseau is een spoorwegstation langs spoorlijn 130 (Namen - Charleroi) in Aiseau, een deelgemeente van Aiseau-Presles. Het is nu een stopplaats.
Het station werd op 23 oktober 1843 slechts als goederenstation geopend, maar werd vanaf 1 januari 1883 ook voor reizigers geopend. De goederenkoer is nu gesloten.
Op het perron is een monument geplaatst ter gedachtenis van de treinbestuurder Antonio Mastronardi, die hier op 18 april 2000 omkwam toen zijn trein ontspoorde nadat kinderen betonblokken op de sporen hadden gelegd.

## Treindienst
| Serie       | Treinsoort               | Route                                        | Bijzonderheden                                            |
| ----------- | ------------------------ | -------------------------------------------- | --------------------------------------------------------- |
| S 61        | S-trein Charleroi (NMBS) | Waver – Charleroi-Centraal – Aiseau – Jambes | Rijdt in de week 2×/u tussen Jambes - Charleroi-Centraal. |
| P 7780/8780 | Piekuurtrein (NMBS)      | Charleroi-Centraal – Aiseau – Namen – Jambes | Rijdt alleen op werkdagen. Een trein tot Jambes.          |

## Reizigerstellingen
De grafiek en tabel geven het gemiddeld aantal instappende reizigers weer op een week-, zater- en zondag.
| Tabel: aantal instappende reizigers station Aiseau | Tabel: aantal instappende reizigers station Aiseau | Tabel: aantal instappende reizigers station Aiseau | Tabel: aantal instappende reizigers station Aiseau |
|                                                    | Weekdag                                            | Zaterdag                                           | Zondag                                             |
| -------------------------------------------------- | -------------------------------------------------- | -------------------------------------------------- | -------------------------------------------------- |
| 1977                                               | 260                                                | 63                                                 | 54                                                 |
| 1978                                               | 344                                                | 102                                                | 57                                                 |
| 1979                                               | 292                                                | 101                                                | 64                                                 |
| 1980                                               | 245                                                | 77                                                 | 58                                                 |
| 1981                                               | 237                                                | 76                                                 | 43                                                 |
| 1982                                               | 246                                                | 55                                                 | 62                                                 |
| 1983                                               | 249                                                | 44                                                 | 27                                                 |
| 1984                                               | 146                                                | 24                                                 | 25                                                 |
| 1985                                               | 124                                                | 42                                                 | 16                                                 |
| 1986                                               | 150                                                | 41                                                 | 34                                                 |
| 1987                                               | 125                                                | 31                                                 | 12                                                 |
| 1988                                               | 115                                                | 22                                                 | 24                                                 |
| 1989                                               | 153                                                | 36                                                 | 24                                                 |
| 1990                                               | 162                                                | 30                                                 | 37                                                 |
| 1991                                               | 80                                                 | 32                                                 | 27                                                 |
| 1992                                               | 96                                                 | 38                                                 | 36                                                 |
| 1993                                               | 85                                                 | 21                                                 | 21                                                 |
| 1994                                               | 119                                                | 32                                                 | 31                                                 |
| 1995                                               | 80                                                 | 29                                                 | 13                                                 |
| 1996                                               | 57                                                 | 11                                                 | 3                                                  |
| 1997                                               | 99                                                 | 30                                                 | 23                                                 |
| 1998                                               | 96                                                 | 28                                                 | 22                                                 |
| 1999                                               | 60                                                 | 14                                                 | 5                                                  |
| 2000                                               | 78                                                 | 18                                                 | 8                                                  |
| 2001                                               | 43                                                 | 8                                                  | 6                                                  |
| 2002                                               | 49                                                 | 20                                                 | 10                                                 |
| 2003                                               | 39                                                 | 12                                                 | 4                                                  |
| 2004                                               | 34                                                 | 6                                                  | 6                                                  |
| 2005                                               | 38                                                 | 10                                                 | 6                                                  |
| 2006                                               | 42                                                 | 12                                                 | 5                                                  |
| 2007                                               | 46                                                 | 4                                                  | 3                                                  |
| 2008                                               | -                                                  | -                                                  | -                                                  |
| 2009                                               | 56                                                 | 7                                                  | 8                                                  |
| 2010                                               | -                                                  | -                                                  | -                                                  |
| 2011                                               | -                                                  | -                                                  | -                                                  |
| 2012                                               | 52                                                 | 5                                                  | 16                                                 |
| 2013                                               | 47                                                 | 11                                                 | 12                                                 |
| 2014                                               | 48                                                 | 11                                                 | 9                                                  |
| 2015                                               | 64                                                 | 24                                                 | 14                                                 |
| 2016                                               | 57                                                 | 17                                                 | 20                                                 |
| 2017                                               | 76                                                 | 30                                                 | 16                                                 |
| 2018                                               | 81                                                 | 29                                                 | 24                                                 |
| 2019                                               | 100                                                | 15                                                 | 17                                                 |
| 2020                                               | 65                                                 | 54                                                 | 41                                                 |
| 2021                                               | -                                                  | -                                                  | -                                                  |
| 2022                                               | 95                                                 | 44                                                 | 38                                                 |
| 2023                                               | 157                                                | 31                                                 | 41                                                 |
| 2024                                               | 147                                                | 71                                                 | 73                                                 |

0,0: Namen ·
3,2: Ronet ·
4,8: Flawinne ·
8,6: Floreffe ·
10,9: Franière ·
13,5: Mornimont ·
14,4: Moustier ·
16,2: Ham-sur-Sambre ·
16,7: Jemeppe-sur-Sambre ·
19,3: Auvelais ·
21,4: Tamines ·
23,7: Aiseau ·
25,5: Tergnée ·
26,4: Farciennes ·
27,5: Le Campinaire ·
28,6: Pont-de-Loup ·
29,8: Châtelet ·
32,6: Couillet-Montignies ·
33,9: Couillet ·
36,6: Charleroi-Central